# Köplagen
Köplagen (1990:931), KöpL, är en svensk lag. Köplagen saknar sakrättsliga regler utan behandlar enbart obligationsrättsliga frågor. Köplagen är tillämplig för lös egendom vilket konstateras i lagens första paragraf. Lös egendom omfattar inte enbart fysiska saker, lösöre, utan till exempel även hyresrätt, tomträtt, värdepapper, fordringar, byggnader på annans fastighet eller rättigheter så som patent. Även då tomträtt och byggnader på annans fastighet räknas som lös egendom finns specialregler för dessa vad gäller överlåtelse respektive fel i vara. I dessa fall tillämpas istället jordabalken. Köplagen gäller inte för tjänster men är tillämplig på så kallade tillverkningsköp. Dessa karaktäriseras av att det är en vara som ska tillverkas där säljaren tillhandahåller mestadels av materialet. 
Köplagen är dispositiv, vilket betyder att avtalsparterna fritt kan avtala om andra regler än de som framgår av lagen. Även handelsbruk och etablerad praxis har företräde framför köplagens regler. Först och främst gäller alltså vad parterna avtal om, sedan handelsbruk och praxis och slutligen om frågetecken kvarstår gäller lagens bestämmelser.

## Giltighet
Köplagen gäller inte i de fall då konsumentköplagen är tillämplig. Köplagen gäller dock i alla övriga partsförhållanden, det vill säga för köp mellan näringsidkare, mellan privatpersoner eller då en privatperson säljer lös egendom till näringsidkare. Köplagen är heller inte tillämplig då lagen om internationella köp (CISG) gäller för avtalet.

## Historik
Den nuvarande köplagen trädde i kraft 1 januari 1991 och ersatte då den tidigare köplagen från 1905.

### Fotnoter
1. ↑  Köplagen (1990:931)
2. ↑  Lag (1905:38) om köp och byte av lös egendom